# Péri Cochin
Péri Cochin, née le 28 mai 1965 à Beyrouth, est une animatrice et productrice de télévision franco-libanaise. Elle est également connue pour ses activités entrepreneuriales et philanthropiques.

## Biographie

### Jeunesse et formation
D'origine irako-libanaise, Péri Cochin, née Périhane Chalabi, quitte le Liban pour la France en 1974 à l'âge de neuf ans, au début de la guerre civile libanaise.
Après une scolarité en pension, un baccalauréat passé à 16 ans, elle intègre l’École du Louvre avec un cours de spécialité « Art contemporain ». Trouvant ces études peu vivantes, elle décide d’en changer. Elle commence alors des études d'architecture et obtient son diplôme d'architecte DESA avec une mention spéciale du jury.
Elle a été marraine des Papillons blancs de Paris pendant 15 ans, association qui œuvre dans l’intérêt des personnes en situation de handicap mental/cognitif et de leurs familles.

### Vie privée
Elle a trois enfants avec l'architecte Guillaume Cochin : Théodore, Aristide et Hippolyte. Elle élève aussi Maxime, le fils de son mari d’une précédente union. Son dernier enfant est une fille, qu'elle a eue à l'âge de 49 ans avec un autre conjoint.

## Carrière
En 1991, elle lance La Tarte aux Bonbons avec sa belle-sœur. Des produits cadeaux en bonbons dont le succès est immédiat : 2 500 points de vente en France, douze pays à l’export, une licence aux États-Unis. En 1996, Péri travaille alors à la création de produits avec des industriels de la confiserie et signe des licences. De ses voyages lui vient l’idée en 1997 de déposer un brevet qui empêche le sel de motter (coller) quand il fait humide. En parallèle, elle conçoit et développe la première ligne de mobilier intérieur/extérieur en bois exotique pour un fabricant leader du marché.

### Animatrice et productrice de télévision
En 2001, reconnue pour ses casquettes multiples, son humour et son franc-parler, elle rejoint l’équipe de Laurent Ruquier dans ses émissions On va s’gêner ! sur Europe 1 et On a tout essayé sur France 2 jusqu’à l’arrêt de l’émission en 2007. On la retrouve dans Les Grosses Têtes et dans L'Émission pour tous sur France 2.
En 2007, elle rejoint Guillaume Durand dans sa nouvelle émission culturelle, Esprits libres.
Le 20 septembre 2008, elle présente, entourée par quatre chroniqueurs, sa propre émission Bien dans ma vie, consacrée au bien-être et diffusée chaque samedi sur M6. Elle décide de ne pas reconduire une deuxième saison car sa carrière de productrice prend le dessus.
Péri Cochin a en effet lancé en parallèle son activité de production avec sa société Periscoop en 2005. Elle achète les droits des formats Tout le monde en parle et Un gars, une fille afin de les produire en langue arabe pour les télévisions du Moyen-Orient. Et s’ensuivront très rapidement Taratata, Union libre, Sans aucun doute et bien d’autres qu’elle adaptera avec succès. Tous ces prime-time de divertissement sont diffusés via le satellite du Golfe Persique jusqu'au Maghreb.
En 2015, elle achète les droits de l’émission Got Talent pour l’Afrique francophone et démarre la production de L'Afrique a un incroyable talent, avec un jury  composé d’Angelique Kidjo, Fally Ipupa et Claudia Tagbo. Elle ouvre un bureau à Abidjan en 2016 pour exécuter au mieux cette super production sur 22 pays, avec six chaînes diffuseurs dont Canal+ Afrique. Deux saisons s’enchaînent avec plus de 10 000 candidats auditionnés à travers tous les pays et de nombreuses récompenses de Facebook et YouTube pour le nombre de followers et de vues qui battaient des records.

### Autres activités
En 2007, Péri sort un livre Péri, mode de vie, mode d'emploi aux éditions Calmann Levy.
Par ailleurs, elle élargit son activité de production en 2008, en rachetant les droits d’une pièce espagnole intitulée El Otro Lado de la Cama et travaille sur le projet qui deviendra Open Bed. Elle propose à Laurent Ruquier d’en faire l’adaptation française et ils finissent par coproduire ensemble la pièce qui sera jouée par Elisa Tovati et Titoff aux Bouffes Parisiens.
Parallèlement, elle crée J’adoreLesDiners.com, un site qui s'adresse à tous ceux qui souhaitent élargir leur cercle de relations en participant à des dîners dans toutes les grandes villes en France. En quelques semaines des milliers d’inscrits et des dîners lancés.

### Activités philanthropiques
En 2013, Péri invente une loterie d'un genre nouveau, une loterie caritative, 1 Picasso pour 100 euros au profit de l’Association internationale pour la sauvegarde de Tyr, ville ancienne au sud du Liban, classée au patrimoine mondial de l'UNESCO. Les dons ont permis la construction d’un village artisanal, l'objectif étant de faire revivre les techniques artisanales anciennes, de créer des emplois et de stimuler le développement économique dans la région.
Une deuxième édition d’1 Picasso pour 100 euros a lieu en 2019. Les fonds récoltés en faveur cette fois de l'ONG Care ont permis de donner accès à de l’eau propre à 200 000 personnes vivant au Cameroun et à Madagascar.

### Entreprise actuelle
« Ce que j’aime par-dessus tout, c’est créer de nouveaux concepts » dit-elle. En 2020, avec son amie Arabelle Reille, elles cofondent Waww La Table, un média d’influence et d’inspiration ainsi qu’un site d'e-commerce. La vocation de ce dernier est de commercialiser des produits d’artisanat dessinés par des grands noms.

## Publication
- 2007 : Péri, mode de vie, mode d'emploi  (préf. Laurent Ruquier et Jacques Séguéla), Paris, éd. N°1 / Calmann-Lévy, 2007, 232 p., 14 × 21 cm + CD-ROM (ISBN 978-2-84612-215-3, présentation en ligne)